# 荒順一
荒 順一（あら じゅんいち、1951年7月28日 - ）は、茨城県出身のバスケットボール選手・指導者。

## 人物
土浦日大高校から日本大学を経て、東芝に入社し、バスケットボール部で選手として活躍。
引退後はコーチに転じ、東芝男子、東芝名古屋女子コーチを務めた後、母校・日大コーチとなる。後にヘッド昇格。
1991年には香川県国体成年女子監督に就任。
1994年に東芝女子ヘッドとしてオールジャパンベスト4などに導いたが、1999年廃部。
その後は解説者を経て、2002年に日本航空のコーチに就任。オールジャパン優勝に貢献。
2005年、女子日本代表を内海知秀の代行として率いたが、世界選手権予選を兼ねたアジア選手権で敗退。
2008年、日本航空ヘッドコーチに昇格。
2011年、日航から引き継いだ新潟アルビレックスBBラビッツの初代ヘッドコーチに就任。
2013年、退任。
2019年、将来にWリーグ参入を目指し結成された東京シルキーエアーズヘッドコーチ就任。

## 経歴
選手
- 土浦日大 - 日本大学 - 東芝（1974年〜1978年）

コーチ
- 東芝男子C（1978年〜1980年） - 東芝名古屋女子C（1984年〜1986年） - 日大男子C（1986年〜1987年） - 日大男子HC（1987年～1988年） - 香川県国体成年女子監督（1991年〜1994年） - 東芝女子HC（1994年〜1999年） - 日本航空C（2002年〜2007年） - 日本航空/新潟アルビレックスHC（2008年〜2013年）